# Niewierowo
Niewierowo (deutsch Nipnow) ist ein Dorf bei Słupsk (Stolp) in der polnischen Woiwodschaft Pommern.

## Geographische Lage
Nipnow liegt in Hinterpommern, etwa vier Kilometer nördlich von Stolp und 104 Kilometer westlich von Danzig.

## Geschichte

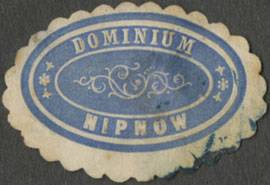
Siegelmarke Dominium Nipnow

Das bis 1945 in Schmaatz im  Landkreis Stolp der preußischen Provinz Pommern  eingemeindete Dorf Nipnow wird bereits im 13. Jahrhundert urkundlich erwähnt, und zwar in einer Urkunde von 1285, in der Herzog Mestwin II. dem Prämonstratenser-Nonnenkloster in Stolp die Dörfer Buckow, Freist und Nipnow schenkte. 1288 wurde der Besitz dem Kloster und der  Nikolaikirche in Stolp bestätigt. Das Dorf kam dann in den Besitz der Stadt Stolp, bis es am 19. November 1689 unwiderruflich den Erben des George von Pirch zuerkannt wurde. Um 1784 gab es in Nipnow fünf Bauern und insgesamt neun Feuerstellen
(Haushaltungen). Von 1798 bis 1801 befand sich das Gut im Besitz von General Blücher, der es an den Oberzollrat von Zitzewitz weiterverkaufte. 1817 kaufte es der Oberamtmann Christian Friedrich Kutscher, der es seinem Sohn Karl hinterließ. Nach dem Tode Karl Kutschers wurde Nipnow an den Gutsbesitzer Ernst Hirsekorn verkauft.
Gegen Ende des Zweiten Weltkriegs wurde die Region am 8. März 1945 von der Roten Armee besetzt; nach Kriegsende wurde sie unter polnische Verwaltung gestellt. Anschließend wurden die Dorfbewohner von den Polen vertrieben.
Nipnow hat heute (2011) etwa 70 Einwohner.

## Kirchspiel
Nipnow war in der St.-Petri-Kirche in Stolp eingepfarrt und gehörte damit zum Kirchenkreis Stolp-Altstadt.

## Söhne und Töchter von Nipnow
- Hans Hirsekorn (1887–1960), Rechtsanwalt und Notar in Südwestafrika